# Single Top 40 lista
A Single Top 40 lista (korábbi nevén: Kislemez lista) a Magyar Hangfelvétel-kiadók Szövetsége által heti szinten közzétett slágerlista, mely a magyarországi kiskereskedelmi forgalomban értékesített kislemezek illetve dalok eladásait tükrözi a zenei streaming szolgáltatók hallgatási adataival ötvözve.

## Története
Kislemez lista néven 1999 júniusától kezdték publikálni a rádiós játszási lista és a kiadóktól kapott eladási adatok alapján. 2002 szeptemberétől fogva a rádiós lista különvált, és az Album Top 40-hez hasonlóan kizárólag a bolti fogyási darabszámok alapján állt össze. 2007 júniusától kezdve Single (track) lista néven a fizikai hordozóként eladott kislemezeken túl már a digitális letöltéseket is tartalmazza, beleértve a hazai szolgáltatók mellett többek között az iTunes és a Google Play magyarországi adatait is. 2013 októberében megemelték top 10-ről először top 20-as listára, majd 2014 júniusától a Mahasz többi sikerlistájához hasonlóan Top 40-es lett.
2023 júliusától a zenei streaming szolgáltatók (Spotify, Apple Music, Deezer) hallgatási adatait is tartalmazza egy speciális streamkonverziós módszertan és számítási metódus alkalmazásával. Ezeket az adatokat korábban a Stream Top 40 lista gyűjtötte össze, ezt a listát így megszüntették és beolvasztották a megújult Single Top 40-be.

## Rekordok
| 51 hét - Ákos - Negyven (2008) - Ákos - Szindbád dala (2010) 49 hét - Ákos - Minden most kezdődik el (2007) 44 hét - Ákos - Utazó (2011) 39 hét - Ákos - Előkelő idegen (2012) 38 hét - Tankcsapda - Szextárgy (2003) 32 hét - Ákos - Ugyanúgy (2016) 28 hét - Ákos - Szabadon (2017) 25 hét - Zorán - A körben (2004) 24 hét - Holdviola - Bánat utca (2009) 22 hét - DESH x Young Fly x Azahriah - PANNONIA (2024) 19 hét - VALMAR feat. Szikora Robi - Úristen (2022) 16 hét - Ágnes Vanilla - Csak egy éjszaka volt (2004) - Egyesült hangok - Magyarország (2006) | 23 hét - Miley Cyrus - Flowers (2023) 17 hét - Tones and I - Dance Monkey (2019) 14 hét - Lilly Wood & The Prick & Robin Schulz - Prayer in C (2014) 13 hét - Pharrell Williams - Happy (2013) - Lady Gaga & Bradley Cooper - Shallow (2018) 12 hét - Las Ketchup - Asereje (2002) - Madonna - Hung Up (2005) - BTS - Butter (2021) 11 hét - Ed Sheeran - Shape of You (2017) - Ed Sheeran - Perfect (2017) - Shawn Mendes & Camila Cabello - Señorita (2019) 10 hét - Mariah Carey - All I Want for Christmas Is You (1994) 8 hét - Ellie Goulding - Love Me Like You Do (2015) - Adele - Hello (2015) - Master KG feat. Nomcebo - Jerusalema (2020) |

| 14 kislemezzel - Ákos (Minden most kezdődik el; Negyven; Gumicukor; Szindbád dala; Utazó; Előkelő idegen; Veled utazom; Újrakezdhetnénk; Igazán; Ébredj mellettem; Ugyanúgy; Szabadon; 50; Fel a szívekkel) 10 kislemezzel - DESH (Rollin’; Rampapapam; ceremónia; Osztriga; Strawberry; BAKPAKK; PANNONIA; Talpra cigányok; Vinnipu; OHMAMMA) 9 kislemezzel - Azahriah (four moods; 3korty; Rampapapam; ceremónia; mariana.árok; cipoe; BAKPAKK; PANNONIA; ZHA MAJ DUR) 8 kislemezzel - Majka (Belehalok; Eléglesz; Mindenki táncol /90`/; Füttyös; Meztelen; A csúcson túl; Azt beszélik a városban; Csurran, cseppen) 6 kislemezzel - Young Fly (Rollin′; Rampapapam; No Woman No Cry; BAKPAKK; PANNONIA; OHMAMMA) 4 kislemezzel - Halott Pénz (Valami van a levegőben; Emlékszem, Sopronban (A Volt Fesztivál Himnusza); Darabokra törted a szívem; Amikor feladnád) 3 kislemezzel - Wellhello (Rakpart; Apuveddmeg; Emlékszem, Sopronban (A Volt Fesztivál Himnusza)) - Tankcsapda (Szextárgy; Vagyok olyan szemét; Szüless meg újra) - Curtis (Belehalok; Füttyös; A csúcson túl) - Manuel (Tiara; Voodoo Baba; Orgonabokor) - T. Danny (No Woman No Cry; SZÍVTIPRÓ; ROCKSTAR) - Pogány Induló (Úgy hiszem; EGY/KETTŐ; KETTŐ/KETTŐ) | 10 kislemezzel - BTS (Fake Love; Boy with Luv; Black Swan; On; Moon; Your Eyes Tell; Dynamite; Life Goes On; Butter; My Universe) 7 kislemezzel - Lady Gaga (Applause; Do What U Want; Venus; Dope; Shallow; Stupid Love; Rain on Me) 5 kislemezzel - Depeche Mode (Precious; A Pain That I`m Used To; Suffer Well; Heaven; Soothe My Soul) - Ariana Grande (No Tears Left to Cry; 7 Rings; Don’t Call Me Angel (Charlie’s Angels); Rain on Me; Positions) - Madonna (Me Against The Music; Hung Up; Sorry; Get Together; Erotica) 4 kislemezzel - Iron Maiden (Wildest Dreams; No More Lies; The Reincarnation Of Benjamin Breeg; A Different World) - Nightwish (Nemo; Nemo 2; The Siren; Amaranth) - Avicii (Wake Me Up; Hey Brother; Waiting for Love; Without You) - Ed Sheeran (Shape of You; Perfect; I Don’t Care; Bad Habits) - Britney Spears (Me Against The Music; Toxic; Everytime; Hold Me Closer) - David Guetta (She Wolf (Falling to Pieces); Play Hard; Flames; I’m Good (Blue)) 3 kislemezzel - Bob Sinclar (World, Hold On; Love Generation; Rock This Party) - Shawn Mendes (In My Blood; If I Can’t Have You; Señorita) - Justin Bieber (What Do You Mean?; I Don’t Care; Lonely) - Tiësto (Adagio for Strings; Dance 4 Life; The Business) - Coldplay (Midnight; Christmas Lights; My Universe) - Lost Frequencies (Are You with Me; Reality; Where Are You Now) - Miley Cyrus (Wrecking Ball; Don't Call Me Angel (Charlie's Angels); Flowers) |